# Piperade
Pour les articles homonymes, voir Piper.
La piperade est une spécialité culinaire de cuisine traditionnelle des cuisines basque et gasconne, généralement servie avec des œufs, des viandes, ou du poisson. Il existe également une piperade au jambon de Bayonne.

## Étymologie
Le nom piperade est issu de la francisation du béarnais piperada (plat de piment), issu du mot pipèr (en référence au piment vert gascon utilisé dans la recette) — passé en basque sous la forme biper —. Il a donné piperrada en basque et en espagnol.

## Caractéristiques
La sauce est élaborée en dorant dans une cassole en terre cuite ou dans une cazuela, différents légumes ou plantes potagères. Celles-ci peuvent varier mais le piment ne doit pas manquer. Les espèces qui sont utilisées sont : le piment vert (au Pays basque français, en Béarn et dans les Landes, il s'agit généralement de piment d'Anglet, dit aussi piment doux des Landes), l'oignon et la tomate. 
La piperade peut aussi être préparée comme plat principal en ajoutant à la cazuelita (petite cazuela) un œuf pour qu'il coagule. Les couleurs reflètent la coïncidence des couleurs de l'Ikurriña (le drapeau basque : rouge, vert et blanc).

## Manifestation culturelle
Tous les ans depuis 1998, le 15 août, la ville de Salies-de-Béarn accueille la Piperadère, une fête célébrant la piperade. Différentes équipes s'affrontent dans un concours culinaire pour obtenir le trophée du « roi de la piperadère » qui récompense la meilleure piperade.

## Galerie

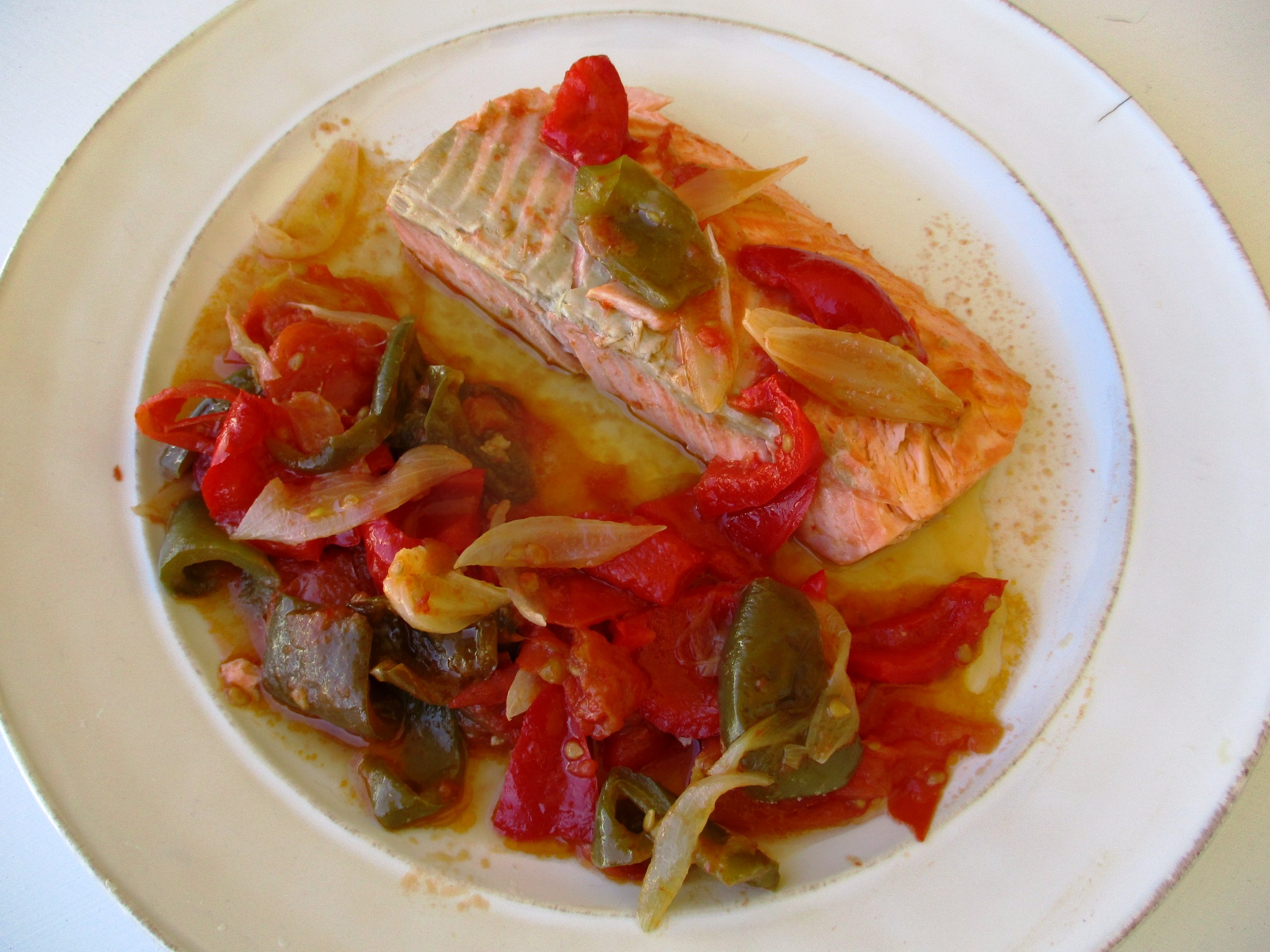
Avec du saumon de l'Adour.
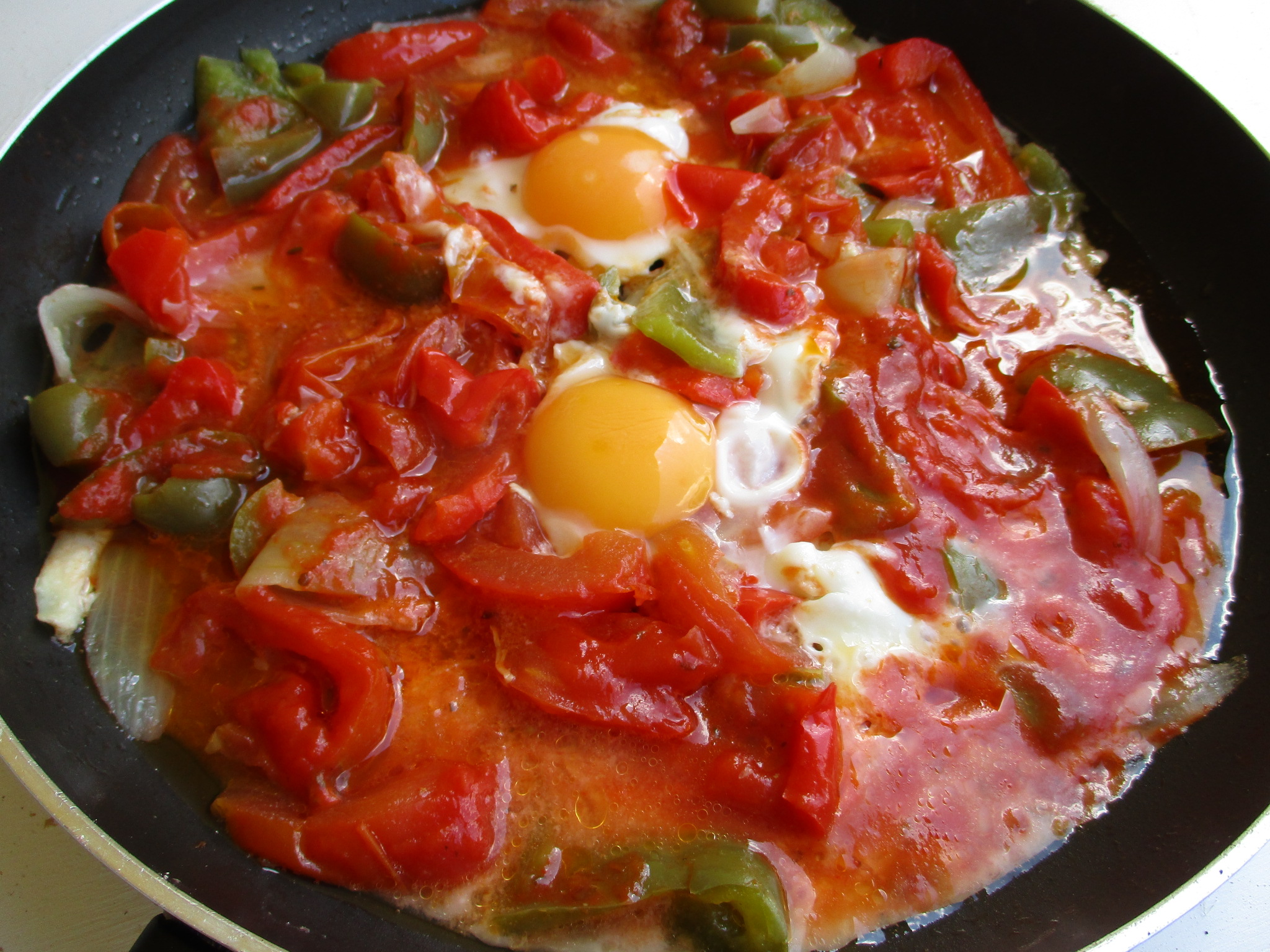
Piperade aux œufs.
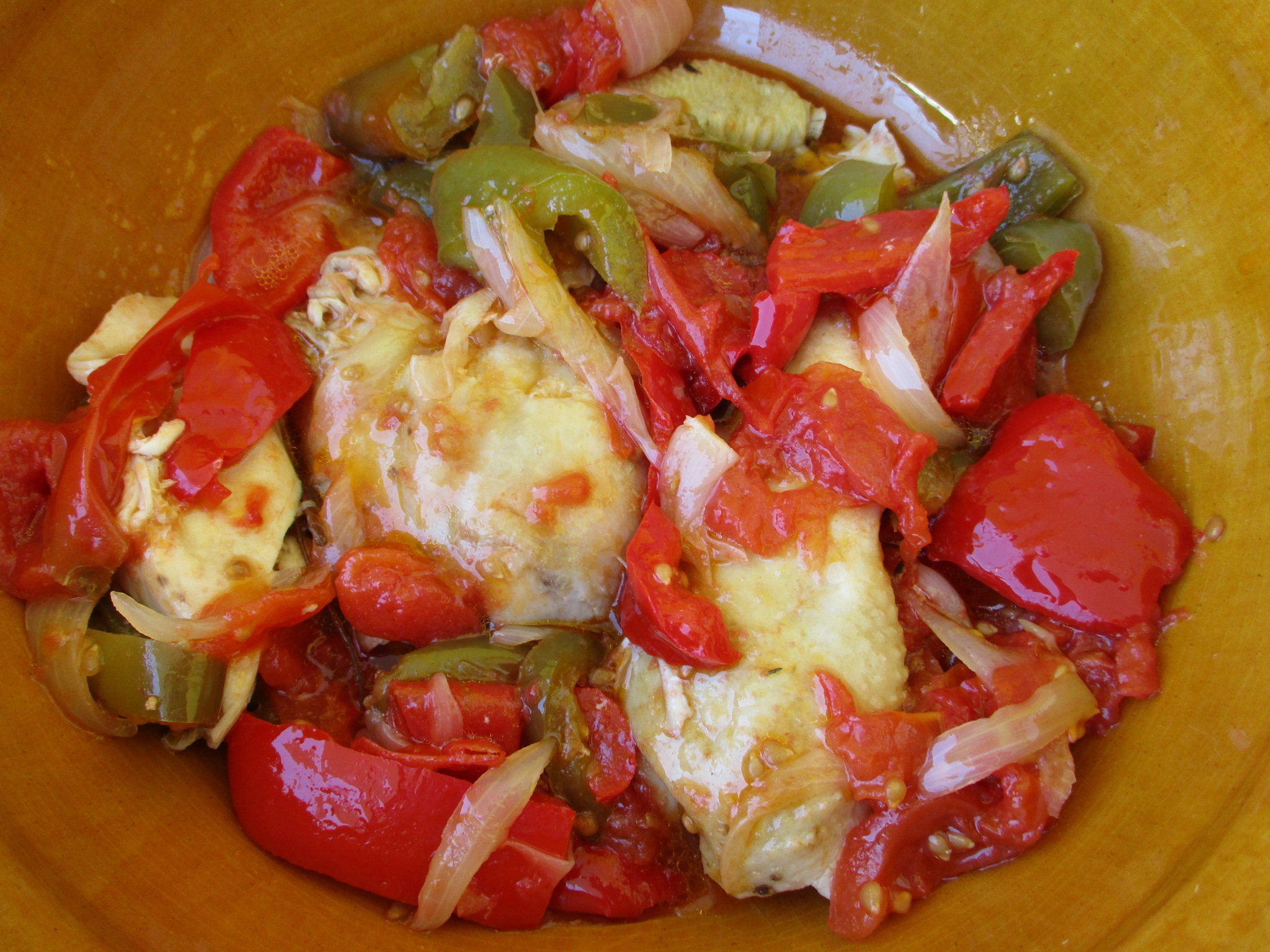
Cassole de poulet basquaise.
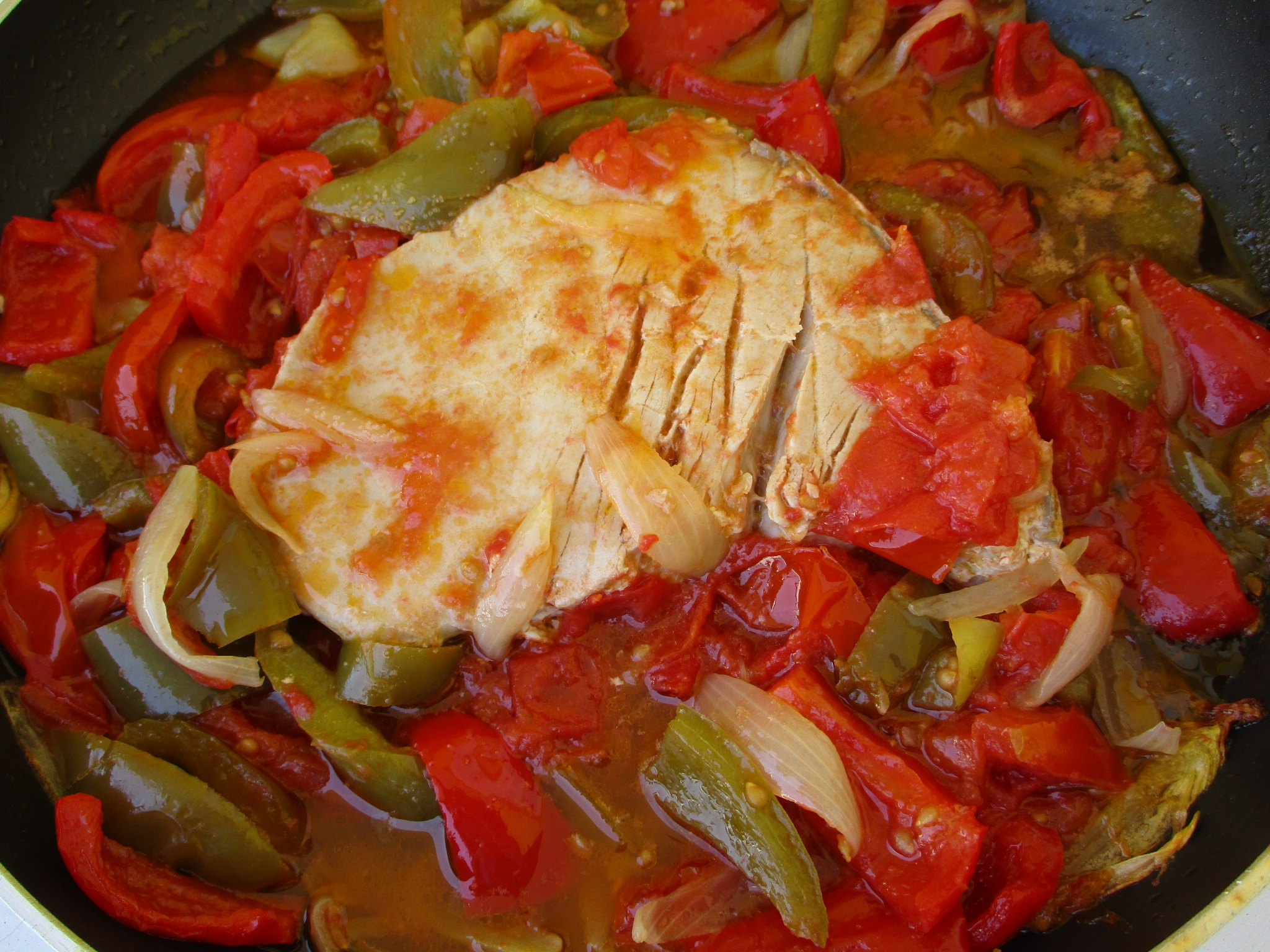
Thon grillé à la basquaise.

## Variantes notables
Parmi les variantes notables on compte : la piperade béarnaise au jambon de Bayonne, le poulet basquaise ou thon grillé à la basquaise, le txilindron d'agneau et la ratatouille des cuisines provençale et occitane.